# Gaśnica tetrowa

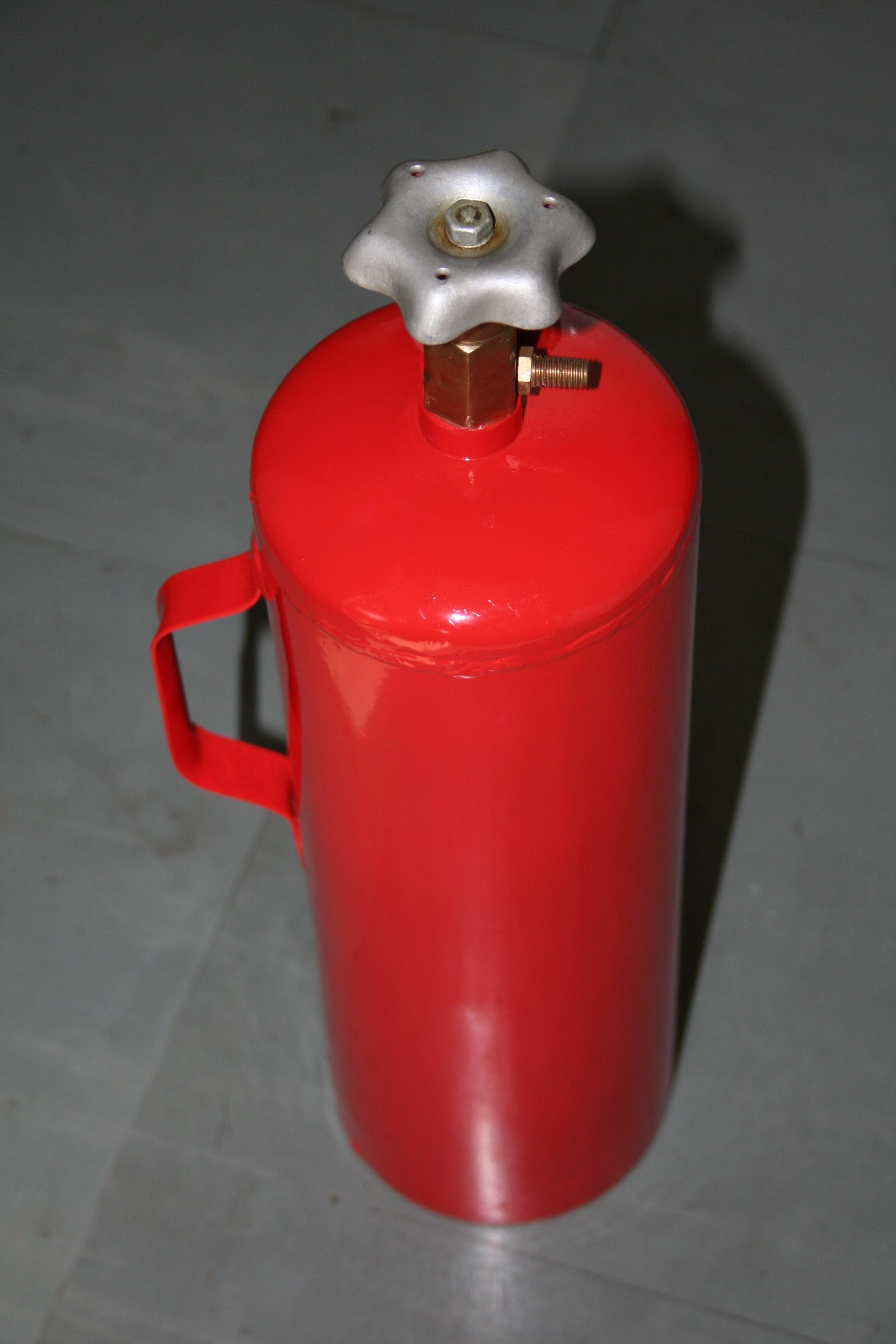
Gaśnica tetrowa o pojemności 2 litrów

Gaśnica tetrowa – gaśnica, w której środkiem gaśniczym jest czterochlorek węgla wyrzucany za pomocą sprężonego gazu (najczęściej powietrza, rzadziej azotu lub dwutlenku węgla). Gaz zawarty jest w zbiorniku gaśnicy nad lustrem środka gaśniczego. 
Tetra (czterochlorek węgla) posiada takie cechy jak:
- niskie ciepło parowania,
- niska temperatura wrzenia,
- nie przewodzi prądu elektrycznego,
- ciężar wytworzonych w wyniku parowania par jest pięciokrotnie większy od powietrza.

Strumień tetry, skierowany na źródło ognia natychmiast paruje, a ciężkie, niepalne pary izolują źródło ognia od dostępu powietrza. Główne działanie gaśnicze polega na przerwaniu reakcji spalania w wyniku dezaktywacji wolnych rodników w płomieniu.
Gaśnice tetrowe były masowo stosowane jako gaśnice samochodowe z uwagi na skuteczność i małe rozmiary. Gaśnice te służyły do gaszenia pożarów z grup B (płyny łatwopalne, także lżejsze od wody np. benzyna), C (gazy) a także urządzeń elektrycznych pod napięciem i niektórych pożarów urządzeń precyzyjnych. 
Gaśnice tetrowe zostały całkowicie wycofane z użycia w latach 80. XX wieku. Powodem były istotne wady tetry jako środka gaśniczego. Szczególnie:
- opary są trujące i drażniące dla dróg oddechowych,
- tetra rozpuszcza tłuszcze i niszczy gumę,
- na silnym wietrze działanie gaśnicze tetry jest mało skuteczne,
- istnieje podejrzenie rakotwórczego oddziaływania tetry.

Na miejsce czterochlorku węgla zastosowano w gaśnicach halony, związki charakteryzujące się lepszymi własnościami użytkowymi i mniejszą szkodliwością. Obecnie są one stosowane w lotnictwie.